# Чоу (амплуа)
Чоу (кит. 丑, пиньинь chǒu, буквально: «шут, клоун») — комическое амплуа в китайской опере, чаще всего в представлениях выступает для поддержки других амплуа и отличается от них тем, что на сцене может импровизировать и напрямую обращаться к зрителю.
Чоу также могут называть маленьким хуалянь (кит. трад. 小花臉, упр. 小花脸, пиньинь xiǎo huāliǎn, палл. сяохуалянь, буквально: «маленькое раскрашенное лицо»), поскольку, в отличие от амплуа хуалянь, для которого характерен грим на всё лицо, у чоу грим сосредоточен в центре лица. Ещё один вариант названия — третье хуалянь (кит. трад. 三花臉, упр. 三花脸, пиньинь sān huāliǎn, палл. саньхуалянь, буквально: «третье раскрашенное лицо»).

## Особенности амплуа

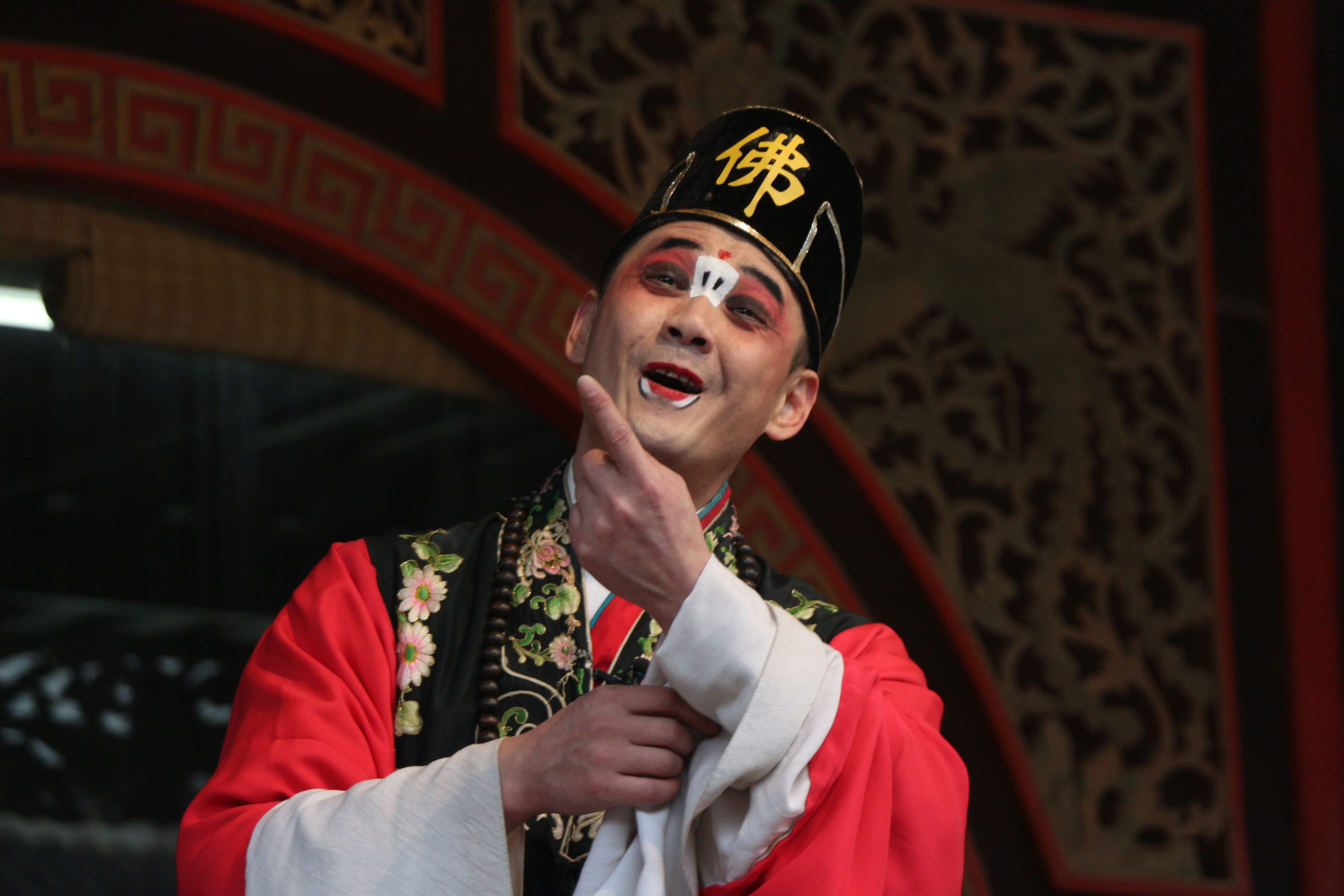
Актёр куньшаньской оперы играет роль чоу

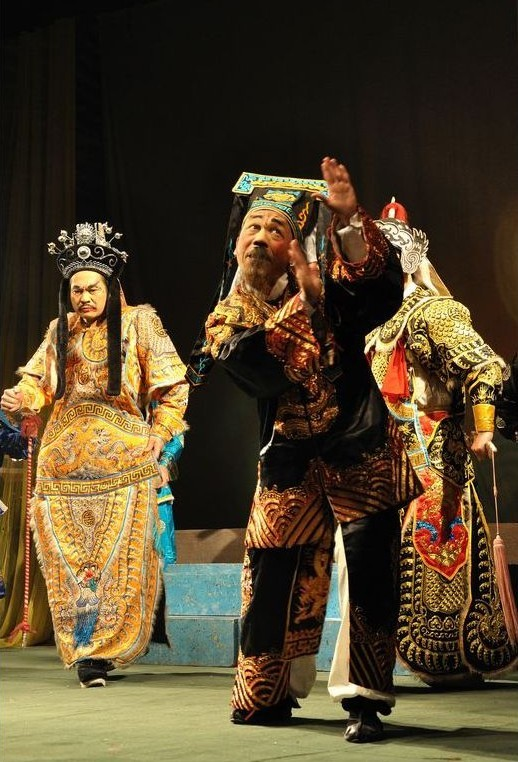
Актёр играет роль чоу в пьесе «Нефритовая любовь» (玉佩情)

Возникшее первым в традиционном китайском театре амплуа чоу в современном театре обычно не используется для ролей первого плана, при этом диапазон ролей этого амплуа самый широкий в китайской опере: персонажи чоу могут быть отрицательными и положительными, комическими и лирическими, представлять разные социальные слои общества от нищих до императоров, а также быть как мужчинами, так и женщинами, любого возраста. Есть даже пословица: «без чоу не может быть пьесы».
Персонажи чоу обычно простоваты, глуповаты, оптимистичны и слегка назойливы, при этом положительные герои-чоу обычно также честны и бесхитростны. Иероглиф, которым записывается название амплуа чоу, имеет также значение «уродливый», что находит своё отражение в гриме, характерном для чоу — белом пятне по центру лица, короткой необычно подстриженной бороде, — всё это должно подчёркивать глуповатость и слабость персонажа.
Белое пятно вокруг носа и глаз, в зависимости от того, какую роль играет актёр, может быть разной формы: круглое, квадратное, треугольное или ромбовидное.
Говорят чоу на простом народном языке, нередко используя диалекты китайского языка, в первую очередь — пекинский (цзинбай).
Среди актёров амплуа чоу следует отметить таких мастеров, как Сяо Чанхуа (кит. 萧长华), Е Шэнчжан (кит. 葉盛章), Ма Фулу (кит. 马富禄), Жу Фухуэй (кит. 茹富蕙), Чжу Биньсянь (кит. 朱斌仙) и других.

## Разновидности
Чоу подразделяется на три основных типа амплуа: гражданский чоу, чоу-воин и чоу-женщина.

### Вэньчоу
Гражданский чоу (кит. 文丑, пиньинь wénchǒu, палл. вэньчоу) в свою очередь бывает также нескольких типов, в зависимости от возраста, социального статуса, характера и других особенностей персонажа. Так, например, чиновникам обычно соответствует амплуа чоу в халате с поясом (кит. трад. 袍帶丑, упр. 袍带丑, пиньинь páodàichǒu, палл. паодайчоу), учёным — чоу в шапке учёного (кит. 方巾丑, пиньинь fāngjīnchǒu, палл. фанцзиньчоу), официантам, трактирщикам и конюхам — чоу в чайной одежде (кит. 茶衣丑, пиньинь cháyīchǒu, палл. чаичоу).

### Учоу
Чоу-воин (кит. 武丑, пиньинь wǔchǒu, палл. учоу) по акробатическому мастерству близок амплуа шэн-воина, однако чоу-воину может приходиться сочетать акробатику одновременно с вокальным исполнением роли, что требует особых навыков. При этом, например, царя обезьян Сунь Укуна может играть как шэн-воин, так и чоу-воин.

### Чоудань
Чоу-женщина (кит. 丑旦, пиньинь chǒudàn, палл. чоудань) в зависимости от возраста обычно бывает или чоу-старухой (кит. 丑婆子, пиньинь chǒupózi, палл. чоупоцзы), или цайдань (кит. 彩旦, пиньинь cǎidàn, буквально: «раскрашенное дань»). Амплуа чоу-старух характерно для ролей свах, ноющих жён и других женщин в возрасте, зачастую весьма некрасивых. Цайдань когда-то были разновидностью амплуа дань, но постепенно — в связи с комичностью персонажей — стали рассматриваться как разновидность чоу; цайдань выбирают для ролей молодых чоу-женщин.